# Jacob Houbraken
Jacob Houbraken (Dordrecht, gedoopt 17 december 1698 – Amsterdam, 14 november, 1780) was een Noord-Nederlands tekenaar, graveur en kunstverzamelaar.

## Levensloop
Houbraken leerde het beroep van etser van zijn vader, Arnold Houbraken (1660-1719). In 1707 verhuisde hij naar Amsterdam, waar hij jarenlang zijn vader hielp met diens magnum opus; het historische werk De Groote Schouburgh der Nederlantsche konstschilders en schilderessen (1718-1721).
Na de dood van zijn vader, hielp Houbraken zijn moeder de laatste hand te leggen aan het manuscript voordat dit gepubliceerd werd. Hierna ging hij zich bezighouden met het maken van etsen van Nederlandse beroemdheden. Zijn werk werd beïnvloed door de werken van Cornelis Cort, Jonas Suyderhoeff, Gerard Edelinck en John Visscher.
Houbraken legde zich vrijwel geheel toe op het maken van portretten. Hij werd vooral bekend door zijn samenwerking met de historicus Thomas Birch en kunstenaar George Vertue. Samen werkten ze aan een project getiteld Heads of Illustrious Persons of Great Britain, welke tussen 1743 en 1752 in etappes werd gepubliceerd in Londen.
Tussen 1752 en 1759 werkte Houbraken met Hendrik Pothoven en Jan Wagenaar aan diens 21-delen tellende project Vaderlandsche historie.

## Werken
Het totale oeuvre van Jacob Houbraken beslaat meer dan vierhonderd portretten. Deze portretten werden vaak gemaakt binnen een ovaal frame. Enkele voorbeelden zijn:

Jacob Dircksz de Graeff, J. Houbraken fecit na't Schilderij door de WelEd:Gestr:Hr.Mr. G. de Graeff, Schepen en Raad der Stad Amsterdam.
Willem Lodewijk van Nassau-Dillenburg, Miereveld pinx. Schouman del. J. Houbraken fecit
Kenau Simonsdochter Hasselaer, H. Pothoven del. naar eene Schilderij by den Hr. Burg.r Hasselaer J. Houbraken fecit
Willem Buys, A. Schoumen del. naar't Origineel in de Familie J. Houbraken fec
Roelof Bicker, B. van der Helst pinxit J. Houbraken sculpsit, Oud 82 jaar H. Pothoven del. na't Originele Schilderij, waar in dezelve voorkomt als Kapitein der Burgerij, berustend op de Krijgsraadskamer van't Stadhuis te Amsterdam.
Portret van Johannes le Francq van Berkhey door Hendrik Pothoven en Jacob Houbraken
Cornelis de Graeff, Staalgravure naar Jacobus Houtbraken

- Art Gallery of South Australia: 8754
- Bibliothèque nationale de France: cb14969447f (data)
- Biografisch Portaal: 81026178
- Catàleg d'autoritats de noms i títols de Catalunya: 981058514413206706
- CiNii: DA08367519
- Digitale Bibliotheek voor de Nederlandse Letteren: houb007
- Stuttgart Database of Scientific Illustrators 1450–1950: 874
- Gemeinsame Normdatei: 122076354
- International Standard Name Identifier: 0000 0000 8087 199X
- KulturNav: 086342b8-ff42-4246-b400-f6eaf32c976a
- Library of Congress Control Number: no2005063124
- National Gallery of Victoria: 3442
- Nationale Bibliotheek van Tsjechië: mzk2009533707
- Nationale bibliotheek van Australië: 36047518
- Nationale Bibliotheek van Israël: 987007294360905171
- Nederlandse Thesaurus van Auteursnamen: 070090114
- RKD-Nederlands Instituut voor Kunstgeschiedenis: 39952
- Istituto Centrale per il Catalogo Unico: TO0V497403
- SNAC: w69s4489
- Système universitaire de documentation: 069290784
- Museum of New Zealand Te Papa Tongarewa: 1102
- Trove: 1200948
- Union List of Artist Names: 500007033
- Virtual International Authority File: 7659158
- WorldCat: E39PBJr3wBdjKbwKt6dJgytMyd